# Pina Borione
Pina Borione (25 de mayo de 1902-9 de octubre de 1988) fue una actriz teatral y cinematográfica, además de cantante, de nacionalidad italiana.

## Biografía
Su nombre completo era Giuseppina Borione, y nació en Formello, Italia. Fue una intérprete principalmente activa en el teatro, distinguiéndose como actriz de carácter y por su mirada agresiva.
Tuvo una larguísima carrera, y trabajó, entre 1920 y cerca de 1970, con los principales actores de la época, entre ellos Ruggero Ruggeri, Antonio Gandusio, Giulio Stival, Enrico Viarisio, Gino Bramieri, Lyda Borelli, Dina Galli, Pina Renzi, Anna Magnani, Enrico Maria Salerno, Totò y Giorgio Bianchi, este último su marido desde 1928.
En los años del fascismo, además de tener una intensa y exitosa actividad teatral, fue bien conocida como intérprete de comedias y radiodramas del Ente Italiano per le Audizioni Radiofoniche, actuando con Alberto Rabagliati, Pippo Barzizza y el Trio Lescano.
Mediados los años 1930 se enfocó al cine, rodando el film Un bacio a fior d'acqua (1936), de Giuseppe Guarino (en el cual aparecía bajo el pseudónimo de Pina Bianchi, utilizando el nombre de su marido). Sin embargo, actuó en la gran pantalla de manera esporádica, dejan do pasar más de una década entre una y otra película.
En los años 1960 estuvo muy activa en la televisión, tomando parte de muchas producciones, entre ellas Le inchieste del commissario Maigret y I racconti di Padre Brown. También se dedicó al doblaje, sobre todo de personajes de reparto a los que confería la cadencia típica de las mujeres romanas. El encuentro a finales de dicha década con el director Pupi Avati, le valió ganarse la celebridad. De hecho, fue escogida para interpretar al personaje de la parapléjica en el film La casa dalle finestre che ridono (1976). 
En años siguientes fue una de las más destacadas actrices de carácter del cine italiano, tomando parte en películas como Telefoni bianchi (1976), de Dino Risi, y Zeder (1983), de Pupi Avati, su última actuación en la gran pantalla.
En la tarde del 20 de marzo de 1985 fue invitada, junto a las actrices Isabella Riva, Carola Zopegni y Mimì Aylmer a un episodio especial del programa Maurizio Costanzo Show, dedicado a la residencia para artistas "Lyda Borelli", en Bolonia, Italia, en la cual se había retirado a vivir el año anterior, y en donde falleció en 1988 por causas naturales.

## Selección de su filmografía
- Un bacio a fior d'acqua (1936), de Giuseppe Guarino
- Menage all'italiana (1965), de Franco Indovina
- Le inchieste del commissario Maigret (1965), de Mario Landi
- Thomas e gli indemoniati (1969), de Pupi Avati
- Balsamus, l'uomo di Satana (1968), de Pupi Avati
- I racconti di Padre Brown (1971), de Vittorio Cottafavi
- La mazurka del barone, della santa e del fico fiorone (1975), de Pupi Avati
- La casa dalle finestre che ridono (1976), de Pupi Avati
- Telefoni bianchi (1976), de Dino Risi
- Jazz band (1978), de Pupi Avati
- Zeder (1983), de Pupi Avati